# Gewöhnlicher Grannenreis
Gewöhnlicher Grannenreis (Piptatherum miliaceum (L.) Coss., Syn.: Oloptum miliaceum (L.) Röser & Hamasha) ist eine Art der Gattung Piptatherum und damit der Familie der Süßgräser (Poaceae).

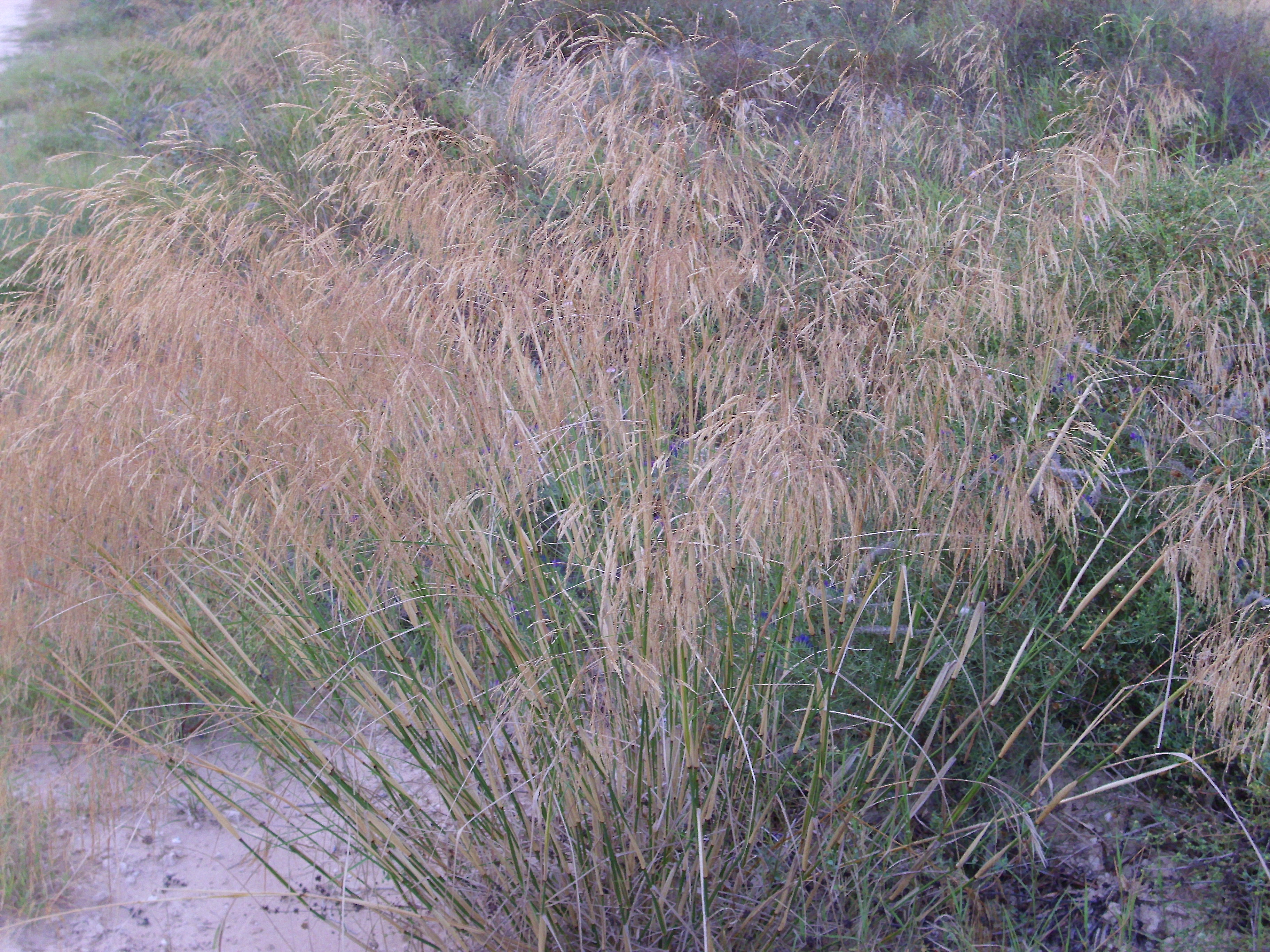
Habitus

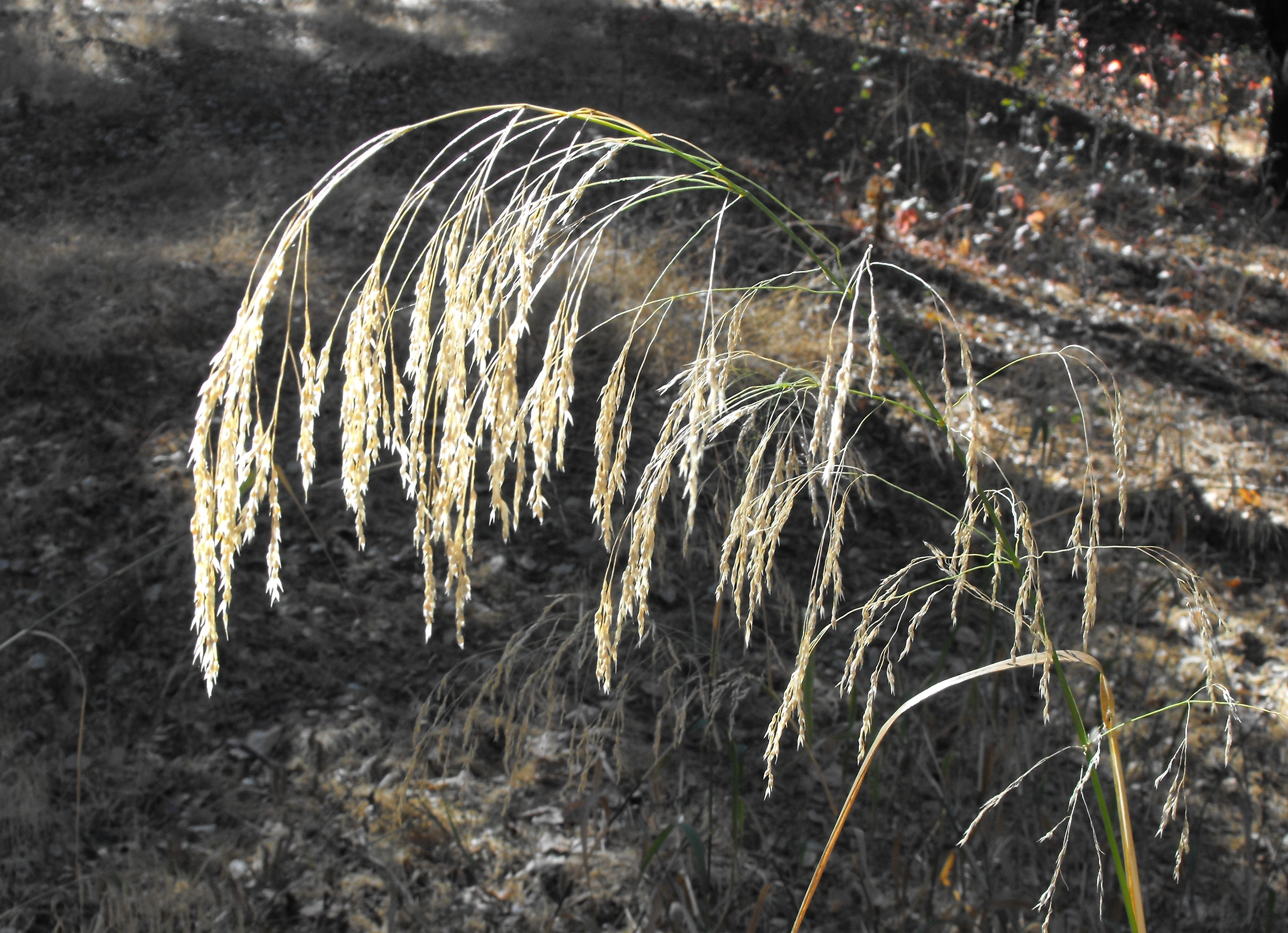
Blütenstand

## Beschreibung

### Vegetative Merkmale
Der Gewöhnliche Grannenreis ist eine ausdauernde Grasart, die 60 bis 150 Zentimeter hoch wird. Er ist überwiegend kahl. Die 5–8 Knoten der Halme sind oft dunkelviolett gefärbt. Die Laubblätter sind flach und meist 3–8 Millimeter breit, sie sind oberseits und an den Rändern rau. Die Art hat anstelle des Blatthäutchens nur einen kurz behaarten, häutigen, 0,5 bis 1,5 (bis 3) Millimeter langen Saum.

### Generative Merkmale
Die Blütezeit ist April bis Oktober. Die Blütenrispe ist 10 bis 35 Zentimeter lang und 6 bis 15 Zentimeter breit; sie ist locker ausgebreitet und die Seitenäste gehen im unteren Teil der Rispe zu 3 bis 6 oder 20 bis 30 von der Hauptachse ab. Die Ährchen sind einblütig und (ohne die Granne) 3–4 Millimeter lang. Die Deckspelze ist kahl, dreinervig, 1,5 bis 2 Millimeter lang und trägt eine 3 bis 5 Millimeter lange, leicht abfallende, endständige Granne. Die Vorspelze ist so lang wie die Deckspelze. Die Staubbeutel sind 1,5 bis 2,5 Millimeter lang und am oberen Ende pinselförmig behaart.
Die Chromosomenzahl ist 2n = 24.

## Unterschiede zu verwandten Arten
Im Mittelmeergebiet und in Westasien kommt auch der ähnliche Grünliche Grannenreis (Piptatherum virescens (Trin.) Boiss., Syn.: Achnatherum virescens (Trin.) Banfi, Galasso & Bartolucci) vor. Man kann beide folgendermaßen unterscheiden:
- Deckspelze kahl, ihre Granne 3 bis 5 Millimeter lang, leicht abfallend => Piptatherum miliaceum
- Deckspelze anliegend behaart, ihre Granne 8 bis 15 Millimeter lang => Piptatherum virescens

## Verbreitung
Der Gewöhnliche Grannenreis kommt vom Mittelmeergebiet bis zum Iran und der Arabischen Halbinsel und in Makaronesien vor.  In Europa hat sie ursprüngliche Vorkommen in den Ländern Portugal, Spanien, Frankreich, Italien, Slowenien, Kroatien, Bosnien-Herzegowina, Montenegro, Albanien, Griechenland, Kreta und in der Türkei. Die Art fehlt in Deutschland und in der Schweiz. In Österreich kommt sie eingeschleppt vor. Sie wächst in Felsfluren, auf Weideland, auf warmen steinigen Abhängen, unter überhängenden Felsen, an Wegrändern und an Mauern, auch auf Kulturland und an feuchten Standorten.

## Taxonomie und Systematik
Der Gewöhnliche Grannenreis wurde 1753 von Carl von Linné als Agrostis miliacea in Species Plantarum, Tomus 1, S. 61 erstbeschrieben. Die Art wurde dann 1851 von Ernest Saint-Charles Cosson als Piptatherum miliaceum (L.) Coss. in Notes sur quelques Plantes Critiques, Rares ou Nouvelles Band 2, S. 129 in die Gattung Piptatherum gestellt. In jüngster Zeit wurde sie von Röser & Hamasha in Plant Systematics and Evolution Band 298, S. 365 (2012) als Oloptum miliaceum (L.) Röser & Hamasha in die von ihnen selbst neu aufgestellte Gattung Oloptum gestellt. Synonyme der Art sind beispielsweise: Oryzopsis miliacea (L.) Asch. & Schweinf., Agrostis sepium L., Milium arundinaceum Sm. und Urachne frutescens Link.
Man kann 2 Unterarten unterscheiden:
- Piptatherum miliaceum (L.) Coss. subsp. miliaceum (Oloptum miliaceum (L.) Röser & Hamasha):
- Piptatherum miliaceum subsp. thomasii (Duby) Freitag (Syn.: Oloptum thomasii (Duby) Banfi & Galasso): Sie kommt in Spanien, Italien, Kroatien, Bosnien-Herzegowina, Griechenland, Marokko, Tunesien, in der Türkei, in Zypern, im Gebiet von Syrien und Libanon und im Gebiet von Israel und Jordanien vor.[6][4]